# Utricularia stanfieldii
Utricularia stanfieldii är en tätörtsväxtart som beskrevs av Peter Geoffrey Taylor. Utricularia stanfieldii ingår i släktet bläddror, och familjen tätörtsväxter. Inga underarter finns listade i Catalogue of Life.